# ピーター・アクセルソン
ハンズ・ピーター・クリスティアン・アクセルソン（スウェーデン語: Hans Peter Christian Axelsson、1967年6月22日 - ）は、スウェーデンの男子バドミントン選手。男子ダブルス元世界ランク1位。

## 経歴
男子ダブルスでは主にパー＝グンナー・ジョンソンとペアを組み、世界選手権で銅メダルなど。